# Oude Muziek
Festival Oude Muziek Utrecht (с нидерл. — «Фестиваль старинной музыки в Утрехте») — международный фестиваль старинной музыки в Утрехте. Проводится ежегодно с 1982 года. Репертуар фестивальных концертов охватывает музыку Средних веков, Возрождения и барокко. С 2014 года основная концертная площадка фестиваля — музыкальный центр Тиволи-Вреденбург. Концерты проводятся также во многих исторических церквах Утрехта (Pieterskerk, Geertekerk, Lutherse Kerk, Jacobikerk, Willibrordkerk, Janskerk, Nicolaïkerk). С 2005 года концертные программы имеют тематическую привязку, обобщённую в едином заглавии фестиваля.
В рамках фестиваля с 1986 года нерегулярно проводится международный музыковедческий симпозиум. Один из последних симпозиумов «Editing the Past» (2018) был посвящён проблеме современного редактирования старинной музыки. С 1986 года ежеквартально выпускается научно-популярный журнал «Tijdschrift Oude Muziek». Некоторые выпуски журнала находятся в открытом доступе.
В концертах Festival Oude Muziek Utrecht в разные годы принимали участие знаменитые аутентисты — солисты, ансамбли, дирижёры. Среди них Жорди Саваль (и его ансамбль «Гесперион-XXI»), Тон Копман (и Амстердамский барочный оркестр и хор), Кристина Плюхар (и ансамбль «L’Arpeggiata»), Питер Филлипс (и его хор «Tallis Scholars»), Пауль ван Невель (и его «Huelgas Ensemble»), Марко Лонгини (и его ансамбль «Delitiae Musicae»), ансамбли «Camerata Trajectina», «La Reverdie», «Capilla Flamenca», «Concerto Palatino», «Musica nova», «Gesualdo Consort» (Амстердам) и многие другие.

## Темы фестивалей
- 2005 — Полифония. Якоб Обрехт
- 2006 — Новая музыка. XVII век в Италии
- 2007 — Ars audiendi: искусство слушать. Дитрих Букстехуде, Якоб ван Эйк, Доменико Скарлатти
- 2008 — Золотые века. Испания XVI века
- 2009 — Три немца в Англии — Гендель, Гайдн, Мендельсон и немного Пёрселла
- 2010 — Людовик XIV. Два века музыки французского барокко
- 2011 — Рим
- 2012 — От Свелинка до Баха
- 2013 — #Европа
- 2014 — Габсбурги. Десять веков музыки из Вены и Праги
- 2015 — Англия, моя Англия. Шеппард, Булл, Гиббонс, Бёрд, Пёрселл, Талли, Блоу, Экклз, Лоуз Фарнеби, Томкинс, Гендель
- 2016 — Безмятежность
- 2017 — Пой, борись, плачь, молись! Музыка эпохи Реформации
- 2018 — Бургундская жизнь (музыка Жоскена, Куперена, Рамо)
- 2019 — Неаполь — забытая музыкальная столица
- 2019 — (не проводился)
- 2020 — (не проводился)
- 2021 — Музыка говорит. Давайте поговорим (заявленная тема)[5]
- 2022 — Galanterie (Галантность)
- 2023 — Revival (Возрождение)
- 2024 — Севилья
- 2025 — Музейное искусство?
- 2026 — Дать голос
- 2027 — Гуманизм
- 2028 — Граждане!